# Cathedra grandiflora
Cathedra grandiflora là một loài thực vật có hoa trong họ Olacaceae. Loài này được Loes. mô tả khoa học đầu tiên năm 1889.